# بهاء الدين زاده

كتاب (القول الفصل شرح الفقه الأكبر للإمام الأعظم أبي حنيفة) شرحه الشيخ محيي الدين محمد بن بهاء الدين؛ اعتنى به الشيخ الدكتور عاصم إبراهيم الكيالي الحنفي الصوفي.

محيي الدين محمد بن بهاء الدين (ت 952هـ = 1545م) هو الشيخ الإمام محيي الدين محمد بن بهاء الدين بن لطف الله الرحماوي البيرامي الرومي الشهير ببهاء الدين زاده، فقيه حنفي صوفي من الموالي الروميّة، معمر من أهل (بالي كسري) جمع بين آداب الطريقة وعلوم الشرع.
أقام في القسطنطينية، وكان عالماً فاضلاً في العلوم الشرعية والفرعية ماهراً في العلوم العقلية، عارفاً بالتفسير والحديث، والعربية، زاهداً ورعاً ملازماً لحدود الشريعة، ولما مرض مفتي التخت السلطاني علاء الدين الجمالي، وطالت مرضته وعجز عن الكتابة قيل له اختر من العلماء من يكون مقامك، فاختار المولى المذكور لوثوقه بفقهه وورعه وتقواه.
وكان يأمر بالمعروف وينهى عن المنكر، لا تأخذه في الله لومة لائم، ووقع منه كلام في حق إبراهيم باشا الوزير بسبب الأمر بالمعروف والنهي عن المنكر، فحنق عليه الوزير، فخافوا على الشيخ منه، وأشاروا إليه أن يسكت عنه فقال: «غاية ما يقدر عليه القتل وهو شهادة، والحبس وهو عزلة وخلوة، والنفي وهو هجر.»

## شيوخه
قرأ على: والده، وخطيب زاده، ومصلح الدين القسطلاني، وابن المعرّف. ثم أخذ التصوف عن محيي الدين الاسكليبي.
وجلس مدة للاِرشاد في بلده بالي كسرى، ثم جاء إلى القسطنطينية، وأخذ عنه التصوّف كثير من المريدين.

## مؤلفاته
صنف كتبا في (تفسير القرآن العظيم)، و(شرح الفقه الأكبر)، و(شرح الأسماء الحسنى)، ورسائل كثيرة في التصوف.

## مكاشفاته
من مكاشفاته ما حكاه صاحب الشقائق عن نفسه أنه لما كان مدرسا في إحدى الثماني رأى في المنام في ثلث الليل الأخير أن النبي صلى الله عليه وسلم أهدى إليه تاجا من المدينة المنورة، فلما صلى الصبح دخل عليه رجل من قبل صاحب الترجمة لم يكن دخل عليه قبل ذلك فقال له الشيخ: أن الواقعة التي رأيتها معبرة بأنك ستصير قاضيا، ثم اجتمع به صاحب الشقائق بعد مدة فذكر له الواقعة، وتعبيره إياها مما تقدم فقال له: نعم هو كذلك فقال له: إنما أطلب القضاء فقال له: لا تطلب، ولكن إذا أعطيته بلا طلب، فلا تزده قال صاحب الشقائق: وكان هذا أحد أسبابه لقبول منصب القضاء.

## وفاته
حج سنة 951هـ فمر ببلاد الشام، ولما رجع في السنة القابلة (نحو 952هـ = 1545م) مات ببلده قيصرية، ودفن بها عند قبر الشيخ إبراهيم القيصري، وهو شيخ شيخه.